# So Lonely (Lied)
So Lonely ist ein Song der englischen Rockband The Police, der im November 1978 als dritte und letzte Single ihres Debüt-Studioalbums Outlandos d’Amour (1978) und im Februar 1980 erneut erschien. Er kombiniert (Punk-)Rock- mit Reggaeelementen.
Der Song wurde mehrfach gecovert, etwa von Limbeck oder The Militia Group.

## Entstehung
Sting schrieb das Stück und ließ sich dabei von No Woman, No Cry von Bob Marley inspirieren:

„Die Leute, die drei Akkorde raushauen, haben uns musikalisch nicht wirklich interessiert. Reggae wurde in Punk-Kreisen akzeptiert und musikalisch anspruchsvoller, und wir könnten es spielen, also sind wir in diese Richtung gegangen. Ich meine, lass uns hier ehrlich sein: So Lonely wurde von Bob Marley & The Wailers 'No Woman No Cry' unverhohlen inspiriert. Der gleiche Chorus. Was wir erfunden haben, war das Hin und Her zwischen Thrashpunk und Reggae. Das war die kleine Nische, die wir für uns geschaffen haben.“

Einige Strophentexte stammen aus Stings Song Fool in Love, den er mit Last Exit gespielt hatte. Die Texte handeln von jemandem, der einsam ist, nachdem sein Herz gebrochen wurde. Sting bestritt, dass der Text ironisch gemeint ist.

## Veröffentlichung und Rezeption
So Lonely wurde im November 1978 als dritte und letzte Single von Outlandos d’Amour veröffentlicht, nach Roxanne und Can’t Stand Losing You. Ähnlich wie die anderen Singles des Albums war der Song bei der ersten Veröffentlichung noch nicht erfolgreich, erreichte aber mit seiner zweiten Veröffentlichung Platz 6 der britischen Charts. In Irland erreichte der Song Platz 7.
Die B-Seite der Single No Time This Time war ursprünglich ein Nicht-Album-Track, aber die gleiche Aufnahme erschien später auf ihrem Album Reggatta de Blanc, um die kurze Laufzeit auszugleichen.

## Musikvideo
Das Video zum Song zeigt die Band 1980 in Hongkong und in den U-Bahnen von Tokio. Die Lippensynchronisation erfolgt mithilfe von Walkie-Talkies, während Stewart Copeland Drum-Fills an beliebigen Objekten wie Bussen und zum Verkauf ausgestellten Gegenständen ausführt.